# Friedemann Johannes Wieland
Friedemann Johannes Wieland (* 1969 in Riedlingen) ist ein deutscher Organist und Kantor.

## Leben
Wieland absolvierte von 1991 bis 1995 ein Kirchenmusikstudium an der Hochschule für Kirchenmusik in Esslingen am Neckar. Von 1995 bis 1996 war er Assistent des Landeskirchenmusikdirektors der Evangelischen Landeskirche in Württemberg Siegfried Bauer. In den Jahren von 1997 bis 1999 belegte er ein Kirchenmusik-Aufbaustudium an der Staatlichen Musikhochschule Lübeck und war dort unter anderem Schüler von Hartmut Rohmeyer (Orgel) und Hans Darmstadt (Komposition). Dirigierstudien und die Teilnahme an Meisterkursen erfolgten bei Helmuth Rilling, Friederike Woebcken, Eric Ericson und Hermann Max.

## Werdegang
Von 1998 bis 2000 war Wieland Chordirektor der Eutiner Festspiele und von 2000 bis 2001 EXPO-Kantor an der Stadtkirche Celle. Anschließend war er als Kirchenmusiker an St. Michaelis in Wolfsburg-Fallersleben und von 2001 bis 2009 als Kreiskantor an St. Marien Rendsburg tätig. Im selben Zeitraum war er von 2004 bis 2009 auch 1. Vorsitzender des Nordelbischen Kirchenchorverbandes.
Seit 2010 ist Wieland Erster Organist und Kantor am Ulmer Münster.

## Diskografie
- Max Bruch: Oratorium Moses. 2010 Label drrb
- Joseph Haydn: Die Schöpfung. 2011 Label drrb
- Orgelmusik der Romantik. 2013 Tonstudio Bauer Ludwigsburg/Animato
- Barocke Klangpracht. 2014 Tonstudio Bauer Ludwigsburg/Animato
- Orgelsonaten C.P.E. Bach in der Gesamtedition 2016 bei Hänssler-Classic
- per tutti-Orgelwunschkonzert 2018. 2018 Tonstudio Bauer Ludwigsburg/Animato

## Werke
- Kantate "Die Quelle des Lebens im Strube-Verlag
- Choralbearbeitungen im Esslinger Orgelbuch im Carus-Verlag
- Nordelbisches Chorheft in der Edition NEKV